# Dawn McEwen
Dawn McEwen, z domu Askin (ur. 3 lipca 1980 w Ottawie) – kanadyjska curlerka, mistrzyni olimpijska z 2014, mistrzyni świata z 2008. Jest otwierającą w zespole Jennifer Jones.
Mieszkając w Ontario McEwen w latach 2002 i 2003 dochodziła do finałów rozgrywek prowincjonalnych, dwukrotnie od sezonu 2003/2004 grała na pozycji drugiej u Jenn Hanny. W 2005 z tym zespołem zdobyła mistrzostwo Ontario i uczestniczyła na Scott Tournament of Hearts 2005. W mistrzostwach kraju podobnie jak i prowincji McEwen musiała uczestniczyć w tie-breaker. Ontario dotarło do finału, w półfinale pokonując Kolumbię Brytyjską (Kelly Scott) 9:7. Ostatni mecz przeciwko Manitobie (Jennifer Jones) przegrała 6:8.
W sezonie 2006/2007 McEwen została jedynie rezerwową. W 2007 przeprowadziła się do Winnipeg by zamieszkać ze swoim chłopakiem Mikiem McEwanem. W tym samym roku dołączyła do zespołu Jones jako otwierająca.
Drugi raz McEwen wystąpiła na mistrzostwach Kanady w 2008. Zespół zakwalifikował się do fazy play-off od tie-breaker. Dotarł do finału, w którym pokonał 6:4 Albertę (Shannon Kleibrink). W Mistrzostwach Świata 2008 Kanadyjki zakwalifikowały się do górnego meczu play-off, który przegrały 5:7. W 11-endowym półfinale zespół Jones pokonał Japonki (Moe Meguro) i w finale ponownie zmierzył się z Chinkami (Wang Bingyu). Kanadyjki wygrały ten mecz wynikiem 7:4 i zdobyły złote medale.
W 2009 McEwen jako członek Team Canada obroniła tytuł, w finale pokonała Kolumbię Brytyjską 8:5. W Mistrzostwach Świata 2009 Kanada zakwalifikowała się do fazy zasadniczej, jednak przegrała tam dwa mecze, kolejno 4:5 ze Szwedkami (Anette Norberg) i 6:7 przeciwko Dunkom (Angelina Jensen). Ostatecznie obrończynie tytułu zajęły 4. miejsce.
Pod koniec 2009 zespół Jones rywalizował w Canadian Olympic Curling Trials 2009, z dwoma wygranymi i pięcioma porażkami uplasował się na 6. lokacie. Pomimo słabszej gry w kwalifikacjach olimpijskich drużyna obroniła tytuł mistrzowski w Scotties Tournament of Hearts 2010. W fazie play-off Team Canada dwukrotnie wygrał spotkania z Wyspą Księcia Edwarda (Kathy O’Rourke). W swoim trzecim występie na mistrzostwach świata Dawn McEwen zdobyła brązowy medal, w meczu o trzecie miejsce Kanadyjki pokonały 9:6 Szwedki (Cecilia Östlund).
Drużyna Jones podczas Scotties Tournament of Hearts 2011 czwarty raz z rzędu znalazła się w finale mistrzostw Kanady, tym razem wynikiem 7:8 musiała uznać wyższość Amber Holland. Rok później McEwen była bliska powtórzenia wyniku, ekipa z Winnipeg znalazła się w wyższym meczu play-off. Lepsze okazały się rywalki z Kolumbii Brytyjskiej (Kelly Scott), a w półfinale zawodniczki z Alberty (Heather Nedohin). Manitoba zajęła 3. miejsce. W 2013 drużyna Jones ponownie awansowała do finału, wynikiem 6:9 poniosła porażkę z Ontario (Rachel Homan).
Dawn McEwen wystąpiła w Soczi na Zimowych Igrzyskach Olimpijskich 2014. Drużyna z Winnipeg w finale kanadyjskich kwalifikacji olimpijskich zwyciężyła 8:4 Sherry Middaugh. Kanadyjki triumfowały w turnieju olimpijskim, wygrywając wszystkie z 11 meczów. W półfinale i finale były lepsze odpowiednio od Brytyjek (Eve Muirhead) i Szwedek (Margaretha Sigfridsson). Rok później triumfatorki z Soczi potwierdziły swoją dominację na arenie krajowej – zawodniczki z Winnipeg zwyciężyły w Scotties Tournament of Hearts 2015. W Mistrzostwach Świata 2015 Kanadyjki zajęły 2. miejsce, w finale przegrały 3:5 przeciwko Szwajcarkom (Alina Pätz). W Scotties Tournament of Hearts 2016 McEwen jako obrończyni tytułów mistrzowskich występowała jako Team Canada. Jej drużyna awansowała do fazy play-off, jednakże ostatecznie sięgnęła po brązowe medale.

## Życie prywatne
Dawn jest żoną curlera Mike’a McEwena.

## Wielki Szlem
| Turniej                | 2006/2007 | 2007/2008 | 2008/2009 | 2009/2010 | 2010/2011 | 2011/2012 | 2012/2013 | 2013/2014 | 2014/2015 |
| ---------------------- | --------- | --------- | --------- | --------- | --------- | --------- | --------- | --------- | --------- |
| Autumn Gold            | A         | W         | x         | W         | SF        | x         | x         | QF        | W         |
| Manitoba Lotteries     | A         | F         | QF        | F         | QF        | QF        | QF        | W         | W*        |
| Colonial Square        | ?*        | ?*        | ?*        | ?*        | F*        | SF*       | x         | W         | A         |
| Masters                | ?*        | ?*        | A*        | ?*        | W*        | SF*       | x         | SF        | SF        |
| Canadian Open          | —         | —         | —         | —         | —         | —         | —         | —         | QF        |
| Players’ Championships | W         | x         | W         | QF        | W         | SF        | SF        | W         | x         |

| —  | = turniej nie odbył się                          |
| A  | = nie uczestniczyła                              |
| x  | = nie zakwalifikowała się do fazy finałowej      |
| QF | = ćwierćfinał                                    |
| SF | = półfinał                                       |
| F  | = finał                                          |
| W  | = zwycięstwo                                     |
| *  | = turniej niezaliczany do cyklu Wielkiego Szlema |

### Nierozgrywane
| Turniej               | 2006/2007 | 2007/2008 | 2008/2009 | 2009/2010 | 2010/2011 |
| --------------------- | --------- | --------- | --------- | --------- | --------- |
| Wayden Transportation | A         | x         | W         | —         | —         |
| Sobeys Slam           | —         | x         | x         | —         | W         |

## Drużyna
|            | Czwarta        | Trzecia               | Druga        | Otwierająca     |
| ---------- | -------------- | --------------------- | ------------ | --------------- |
| 2010/20151 | Jennifer Jones | Kaitlyn Lawes         | Jill Officer | Dawn McEwen     |
| 2007/2010  | Jennifer Jones | Cathy Overton-Clapham | Jill Officer | Dawn McEwen     |
| 2005/2006  | Jenn Hanna     | Joëlle Sabourin       | Dawn Askin   | Stephanie Hanna |
| 2004/2005  | Jenn Hanna     | Pascale Letendre      | Dawn Askin   | Stephanie Hanna |
| 2003/2004  | Jenn Hanna     | Joëlle Sabourin       | Dawn Askin   | Stephanie Hanna |

1 – Od września do grudnia 2012, czwartą była Kaitlyn Lawes, a trzecią Kirsten Wall.

## CTRS
Pozycje drużyn Dawn McEwen w rankingu CTRS:
- 2014–2015 – 1.
- 2013–2014 – 1.[10]
- 2012−2013 – 2.
- 2011–2012 – 1.
- 2010–2011 – 1.
- 2009–2010 – 1.
- 2008–2009 – 2[11]
- 2007–2008 – 2.